# Silent Alarm
Silent Alarm är det brittiska bandet Bloc Partys debutalbum som släpptes februari 2005. Albumet blev nominerat till Mercury Music Prize, men vann inte. Skivan blev omtalad, bland annat för den ovanliga spelstilen och framförallt sångaren Kele Okerekes sätt att sjunga texterna på.

## Låtlista
1. "Like Eating Glass"
2. "Helicopter"
3. "Positive Tension"
4. "Banquet"
5. "Blue Light"
6. "She's Hearing Voices"
7. "This Modern Love"
8. "The Pioneers"
9. "Price of Gasoline"
10. "So Here We Are"
11. "Luno"
12. "Plans"
13. "Compliments"